# 4714 Toyohiro
4714 Toyohiro è un asteroide della fascia principale. Scoperto nel 1989, presenta un'orbita caratterizzata da un semiasse maggiore pari a 3,0219804 au e da un'eccentricità di 0,1209748, inclinata di 9,84638° rispetto all'eclittica.

## Curiosità
L'asteroide è dedicato al giornalista e astronauta giapponese Toyohiro Akiyama.